# Ansar al-Charia (Syrie)
Pour les articles homonymes, voir Ansar al-Charia.
Ansar al-Charia (en arabe : أنصار الشريعة, Les partisans de la charia) était une chambre rebelle d'opérations militaires, formée lors de la guerre civile syrienne, active entre juillet et décembre 2015.

## Composition
Le 2 juillet 2015, 13 groupes rebelles islamistes, à majorité salafiste djihadiste, annoncent la formation d'une nouvelle coalition dans le gouvernorat d'Alep baptisée Ansar al-Charia. Elle regroupe principalement les mouvements suivants,,, :
- le Front al-Nosra, puis le Front Fatah al-Cham
- Ahrar al-Cham
- le Front Ansar Dine
- le Harakat Mujahidin al-Islam
- Liwa Ansar al-Khalifah
- la Katiba al-Tawhid wal-Jihad
- Al-Fauj al-Awwal
- la Katiba abu A'mara
- Kataaeb Fajr al-Kilafah
- Saraya al-Mee'ad
- la Katiba al-Shahaba
- Jund Allah
- Liwa Sultan al-Mirad

## Actions
Elle prend part à la Bataille d'Alep.

## Dissolution
La chambre d'opérations Ansar al-Charia est dissoute dès la fin de l'année 2015.

## Annexe